# Perryville, Kentucky
Perryville är en ort i Boyle County i delstaten Kentucky, USA.